# Белег на желанието
Белег на желанието (на испански: La Marca del Deseo) е испаноезична теленовела създадена през 2007\08 година в Колумбия от компаниите RCN и Univision. Римейк e на колумбийската теленовела „Las Juanas“ (1997) и мексиканската „Las Juanas“ (2004).
Излъчва се в периода от 24 март, 2008 до 22 септември, 2008 по канал RCN.

## История
Рейналдо Сантибаньес (Марсело Буке) има всичко за, което човек може да мечтае:пари, власт и страхотен син. Но в брачния живот нещата не са същите, по вина на проклятие, което гласи, че винаги когато изпитват желание ще усещат огромна болка. Животът му се преобръща от деня в който научава, че има още пет извънбрачни дъщери.
Единственото общо нещо между тях е белега във формата на сърце, оставен им от баща им.
Проблемът в случая е, че Мария Валентина (Стефани Кайо) - една от дъщерите на Рейналдо и синът му Луис Едуардо (Хуан Алфонсо Баптиста) се срещат напълно случайно, когато тя идва в селото да търси баща си и двамата се влюбват. Нито един от тях не знае за това, че са брат и сестра, и когато Мария Валентина разбира се чувства много засрамена и решава да напусне селото. Точно тогава научава, че има още четири сестри, а баща ѝ им предлага да останат заедно в селото като едно семейство и да участват в построяването на един хотел на брега на морето.
Сега Луис Едуардо и Мария Валентина трябва да живеят заедно като брат и сестра, въпреки любовта между тях. Никой обаче не знае, че Дигна (Кати Барбери) – съпругата на Рейналдо, пази тайна която ще промени живота на двамата млади завинаги. Луис Едуардо не е син на Рейналдо, а на друг мъж. Тя ще направи всичко възможно да се отърве от незаконните дъщери.

## Участват
- Стефани Кайо (Stephanie Cayo) – Мария Валентина
- Хуан Алфонсо Баптиста (Juan Alfonso Baptista) – Луис Едуардо Сантибаньес
- Сара Коралес (Sara Corrales) – Мария Кларидад
- Мария Елиса Камарго (Maria Elisa Camargo) – Мария Алегрия
- Хайди Бермудес (Heidy Bermudez) – Мария Канела
- Мими Моралес (Mimi Morales) – Мария Соледад
- Кати Барбери (Katie Barberi) – Дигна Сантибаньес
- Марсело Буке (Marselo Buque) – Рейналдо Сантибаньес
- Лукас Веласкес (Lucas Velazquez) – Хайме
- Елмер Валенсуела (Elmer Valenzuela) – Естебан
- Педро Паласио (Pedro Palacio) – Габриел
- Хуан Себастиан Арагон (Juan Sebastian Aragon) – Мартин Лагуна
- Ана Ривера (Ana Rivera) – Урсула
- Орландо Мигел (Orlando Miguel) – Алфредо Пардо
- Норида Родригес (Norida Rodriguez) – Леопарда